# Malalin Bunnag
Malarin Bunnag, nota anche con lo pseudonimo di Marilyn Bautista (in thailandese มาลาริน บุนนาค; 18 giugno 1951 – 28 maggio 2021), è stata un'attrice thailandese.

## Biografia
Dopo aver partecipato a dei concorsi di bellezza, fra cui Miss Thailandia 1969, ha fatto il suo esordio nell'industria cinematografica thailandese nel 1970 con il film Thùng mharach in cui recitava in coppia con Sombat Metanee. Fra il 1970 e il 1975 recita in numerosi film, interpretando spesso il ruolo della prostituta, della tentatrice o della compagna del boss. 
Il suo ruolo più importante lo ebbe nel film Il furore della Cina colpisce ancora, con Bruce Lee, dove interpreta il ruolo della prostituta Sun Wu Man.. Successivamente continua la carriera in patria, collezionando inoltre alcune piccole apparizioni in film internazionali a basso budget come Forgotten Warrior, Alla ricerca dell'impero sepolto e Pugni d'acciaio. Il 2 agosto 2008 le è stata dedicata una stella dal Thai Film Archive, in omaggio alla sua carriera. È morta il 28 maggio 2021 a seguito di una malattia cardiaca.

## Filmografia parziale
- Thùng mharach, regia di Sor Asanajinda (1970)
- Ai Tui, regia di Dokdin Kanyamarn (1971)
- Il furore della Cina colpisce ancora (Tang shan da xiong), regia di Lo Wei (1971)
- Forgotten warrior, regia di Nick Cacas e Charlie Ordoñez (1986)
- Alla ricerca dell'impero sepolto, regia di Gianfranco Parolini (1987)
- Pugni d'acciaio (Bloodfist), regia di Terence H. Winkless (1989)
- Il sepolcro della vendetta (Demonstone), regia di Andrew Prowse (1990)